# Gran Premio Tito Giovanardi
Gran Premio Tito Giovanardi är ett travlopp för treåriga hingstar/valacker och ston som äger rum i början av maj på Ippodromo Modena i Modena i Italien. Det är ett Grupp 1-lopp.
Loppet körs över 2 060 meter på banan Ippodromo Modena, med autostart. Den samlade prissumman i loppet varierar mellan 154 000 euro till 220 000 euro, förstapriset i 2023 års upplaga var 64 400 euro.
Loppet har körts sedan 1925 och då var distansen 1 600 meter men under åren 1925-1998 så kördes loppet över 1 600 meter, men sedan 1999 så körs loppet över 2 060 meter eller 2 080 meter.

## Vinnare
| År   | Häst              | Far               | Kusk                  | Tränare               | Tid/km |
| ---- | ----------------- | ----------------- | --------------------- | --------------------- | ------ |
| 2025 | Ginostrabliggi    | Muscle Hill       | Gabriele Gelormini    | Philippe Allaire      | 1'13"8 |
| 2024 | Falco Killer Gar  | Varenne           | Alessandro Gocciadoro | Alessandro Gocciadoro | 1'12"5 |
| 2023 | Ector Francis     | Nad Al Sheba      | Gaetano di Nardo      | Michele di Maro       | 1'14"4 |
| 2022 | Dimitri Ferm      | Nad Al Sheba      | Andrea Farolfi        | Mauro Baroncini       | 1'13"6 |
| 2021 | Callmethebreeze   | Trixton           | Andrea Guzzinati      | Philippe Allaire      | 1'14"5 |
| 2020 | Blackflash Bar    | Oropuro Bar       | Santo Mollo           | Fausto Barelli        | 1'14"5 |
| 2019 | Al Capone Stecca  | Napoleon Bar      | Giampaolo Minnucci    | Alessandro Gocciadoro | 1'14"4 |
| 2018 | Zabul Fi          | Ganymede          | Andrea Farolfi        | Mauro Baroncini       | 1'14"2 |
| 2017 | Vivid Wise As     | Yankee Glide      | Enrico Bellei         | Marco Smorgon         | 1'12"4 |
| 2016 | Unno Del Duomo    | Ganymede          | Andrea Farolfi        | Walter Zanetti        | 1'12"9 |
| 2015 | Tresor Zs         | El Nino           | Andrea Farolfi        | Walter Zanetti        | 1'14"5 |
| 2014 | Sing Hallelujah   | S.J.'s Caviar     | Roberto Vecchione     | Holger Ehlert         | 1'14"5 |
| 2013 | Rambo Zs          | Gruccione Jet     | Andrea Guzzinati      | Walter Zanetti        | 1'15"7 |
| 2012 | Pascia' Lest      | Varenne           | Enrico Bellei         | Holger Ehlert         | 1'15"3 |
| 2011 | Obama Gar         | S.J.'s Photo      | Enrico Bellei         | Pasquale Palumbo      | 1'15"2 |
| 2010 | Nad Al Sheba      | Windsong's Legacy | Davide Nuti           | Mauro Baroncini       | 1'15"3 |
| 2009 | Mirtillo Rosso    | Legendary Lover K | Enrico Bellei         | Claus Ernst Hollmann  | 1'14"0 |
| 2008 | Lana Del Rio      | Varenne           | Santo Mollo           | Santo Mollo           | 1'14"3 |
| 2007 | Ideale Luis       | Lemon Dra         | Enrico Bellei         | Claus Ernst Hollmann  | 1'14"2 |
| 2006 | Gruccione Jet     | Pine Chip         | Lorenzo Baldi         | Lorenzo Baldi         | 1'14"0 |
| 2005 | Faliero As        | Lemon Dra         | Mauro Baroncini       | Mauro Baroncini       | 1'15"3 |
| 2004 | Ellymay           | Supergill         | Pietro Gubellini      | Giuseppe Pistone      | 1'15"9 |
| 2003 | Daguet Rapide     | Pine Chip         | Pietro Gubellini      | Maurizio Grosso       | 1'16"8 |
| 2002 | Cortez Gar        | Armbro Goal       | Mario Rivara          | Paolo Sorcionovo      | 1'15"7 |
| 2001 | Boss di Jesolo    | Baltic Speed      | Mauro Baroncini       | Tiberio Cecere        | 1'16"4 |
| 2000 | Almahurst Om      | Waikiki Beach     | Roberto Andreghetti   | Roberto Andreghetti   | 1'16"1 |
| 1999 | Zinzan Brooke Tur | Enguerillero      | Marco Smorgon         | Marco Smorgon         | 1'15"4 |
| 1998 | Viking Kronos     | American Winner   | Lutfi Kolgjini        | Lutfi Kolgjini        | 1'15"6 |
| 1997 | Upson Bi          | Park Avenue Joe   | Arnaldo Pollini       | Edwin Lagas           | 1'15"5 |
| 1996 | Tinak Mo          | Dicks Bell        | Biagio Lo Verde       | Biagio Lo Verde       | 1'15"1 |
| 1995 | Sofocle Egral     | Argo Ve           | Mauro Baroncini       | Mauro Baroncini       | 1'15"2 |
| 1994 | Rapid Effe        | Speedy Somolli    | Mario Rivara          | Mario Rivara          | 1'14"6 |
| 1993 | Prestige Nor      | Royal Prestige    | Lorenzo Baldi         | Lorenzo Baldi         | 1'14"9 |
| 1992 | Offen Lb          | Torway            | Håkan Wallner         | Håkan Wallner         | 1'15"7 |
| 1991 | Nigody            | Noble Move        | Dan Hultberg          | Dan Hultberg          | 1'15"7 |
| 1990 | Mint di Jesolo    | Gator Bowl        | Antonio Luongo        | Antonio Luongo        | 1'15"4 |
| 1989 | Lurabo Blue       | Sharif di Iesolo  | Håkan Wallner         | Håkan Wallner         | 1'15"0 |
| 1988 | Inglewood Om      | Bonefish          | Vittorio Guzzinati    | Vittorio Guzzinati    | 1'16"0 |
| 1987 | Golden Om         | Speedy Crown      | Giuseppe Rossi        | Giuseppe Rossi        | 1'16"4 |